# Ommatius serenus
Ommatius serenus är en tvåvingeart som beskrevs av Wulp 1872. Ommatius serenus ingår i släktet Ommatius och familjen rovflugor. Inga underarter finns listade i Catalogue of Life.